# キーラン・トリッピアー
キーラン・トリッピアー（Kieran Trippier, 1990年9月19日 - ）は、 イングランド・ベリー出身のサッカー選手。プレミアリーグ・ニューカッスル・ユナイテッドFC所属。元イングランド代表。ポジションはディフェンダー。
キーラン・トリピアと表記されることもある。

## クラブ経歴

### マンチェスター・シティ
9歳の時にマンチェスター・シティのアカデミーに入団し、2007年に初めてプロ契約を結んだ。 2007-08シーズンには、リザーブチームのレギュラーとなり、FAユースカップでは、チームのキャプテンとして活躍し、優勝に貢献した。

### バーンズリー
2010年2月、1ヶ月間のローンでチャンピオンシップのバーンズリーに加入した。 ローン期間中に3試合に出場し、ミドルズブラ戦でデビューした。 スカンソープ・ユナイテッド戦で負傷し、10日間出場出来ず、2010年8月に1ヶ月間のローンが終了した。 2010年8月には、6ヶ月間のローン契約でバーンズリーに再加入した。2011年1月、2010-11シーズンの残りの期間、バーンズリーに滞在することに合意した。 2011年2月、リーズ・ユナイテッド戦でプロ初ゴールを決めた。 ダービーのドンカスター・ローヴァーズ戦では、フリーキックで同点ゴールを決めた。 その後、すべての大会で41試合に出場し、年間最優秀若手選手賞を受賞した。

### バーンリー
2011年7月、 退団するタイロン・ミアーズの代わりとして、チャンピオンシップのバーンリーに1シーズンのローンで加入した。2011年8月、ワトフォード戦でクラブデビューを果たした。2011年9月、リーグカップのミルトンキーンズ・ドンズ戦で、長距離フリーキックを決めた。2011年12月、ファルマー・スタジアムでのブライトン・アンド・ホーヴ・アルビオン戦ではボックスの端から強烈なシュートを放ってリーグ戦初ゴールを決めた。2011年12月には、チャンピオンシップの月間最優秀選手賞にノミネートされた。
2012年1月2日、リーズ・ユナイテッド戦で2枚のイエローカードをもらい、プロ初のレッドカードを受けた。その1日後、バーンリーはトリッピアーと未公開の契約金で完全契約を結び、3年半の契約を結んだ。2012年1月には、ミドルズブラ戦で、 ゴールを決めた。2012年3月、フラットン・パークで行われたポーツマス戦では、先制点を決めた。初年度はリーグ戦全46試合に出場し、クラブは準優勝で、バーンリー年間最優秀選手賞を受賞した。2年目のシーズンにも、2012-13シーズンのチャンピオンシップPFAチーム・オブ・ザ・イヤーに選出されるなど活躍した。2013年8月にはリーグカップでプレストン・ノースエンド戦でフリーキックを決めた。 
2014年1月には、ハダースフィールド・タウン戦では決勝ゴールを決めた。2013-14シーズンのチャンピオンシップPFAチーム・オブ・ザ・イヤーに2年連続して選出された。バーンリーは準優勝で、プレミアリーグ昇格を果たした。2014年5月、アーセナルからの関心が報じられた後、2017年までの3年契約にサインした。

### トッテナム・ホットスパー
2015年6月19日、トッテナム・ホットスパーFCに5年契約で移籍したが、主にカイル・ウォーカーの控えでベンチが多く、加入1年目の2015-16シーズンはリーグ戦6試合出場に留まった。2016年2月6日、ワトフォードFC戦でデレ・アリのクロスから、クラブ初ゴールを記録した。2016-17シーズン、後半戦はウォーカーに代わり出場が増え、リーグ戦12試合に出場、5アシストを記録した。2017-18シーズンのUEFAチャンピオンズリーグ、11月2日にウェンブリー・スタジアムで行われた、ホームのレアル・マドリードとの対戦では、クロスでデレ・アリのゴールをアシスト、勝利に貢献し、グループステージ突破に貢献した。2017-18シーズンはリーグ戦24試合チャンピオンズリーグ3試合に出場した。2018-19シーズンのチャンピオンズリーグでは、チームはドルトムント、マンチェスター・シティ、アヤックスを破り決勝に進出するも、リヴァプールに0-2で敗れ準優勝に終わった。2019-20シーズンはトッテナムの構想に入っていないと報じられた。

### アトレティコ・マドリード
2019年7月17日、アトレティコ・マドリードと3年契約を結んだ。ラ・リーガの開幕戦となったヘタフェ戦でクラブデビュー、アルバロ・モラタの決勝ゴールをアシストした。2019-20シーズンは、同じ右サイドバックにサンティアゴ・アリアスとシメ・ヴルサリコがいる中で、主力選手としてリーグ戦25試合、チャンピオンズリーグ6試合に出場した。2020-21シーズンは、リーグ戦13試合、チャンピオンズリーグ6試合の全試合にフル出場していたが、2020年12月23日、賭博に関与したとしてFAはトリッピアーの10週間の出場停止と罰金7万ポンド（約980万円）の処分を下すと発表した。この処分にアトレティコは不服を申し立て、国際サッカー連盟は処分を一時解除し、1月13日のセビージャ戦に2試合ぶりに出場し、アシストをしてチームに貢献するも、18日に出場停止処分が再開され、計9試合を欠場したが、リーグ戦28試合で6アシストを決めるなど、７シーズン振りのリーグ優勝の原動力となった。

### ニューカッスル・ユナイテッド
2022年1月7日、プレミアリーグのニューカッスル・ユナイテッドFCに2年半契約で移籍した。

## 代表経歴
2017年5月25日、2018 FIFAワールドカップ・ヨーロッパ予選のスコットランド代表戦、フランス代表との親善試合に向けたイングランド代表メンバーに初選出された。2017年6月12日、フランス代表のホームで行われた国際親善試合に出場を果たし、代表デビューを飾ったが試合は2-3で敗れた。
2018年、ロシアで開催された2018 FIFAワールドカップの代表メンバーに選出され、準決勝のクロアチア代表戦では直接フリーキックにより先制ゴールを決めたものの延長戦後半に負傷でピッチを去り、試合も1-2のスコアでイングランドが敗れた。
2020年10月8日、ウェンブリーで行われたウェールズ代表との親善試合では、キャプテンマークを巻いて出場した。2021年、UEFA EURO 2020決勝のイタリア戦では先発起用されるとルーク・ショーの先制ゴールをアシストしたが、試合には敗れ準優勝となった。
2024年、UEFA EURO 2024では、ルーク・ショーが負傷離脱していて左サイドを務める選手が居なかったため、本職ではない左サイドで起用された。
2024年8月29日、代表引退を発表した。

## プライベート
トリッピアーは家族思いの人物として知られており、2016年に結婚。夫婦の間には息子1人と娘2人がいる。家族との時間を大切にしながらも、2023年以降には私生活における問題が報道されており、一部メディアでは夫婦関係の不和や離婚調停中であると報じられている。本人はプライバシーへの配慮を求めつつ、メディアには直接的なコメントを控えている。
2020年には、アトレティコ・マドリードへの移籍に関連し、友人に対して「アトレティコへの移籍に賭けろ」といったメッセージを送ったことがきっかけで、イングランドサッカー協会（FA）より10週間の出場停止処分を受けた。この件について本人は、軽い冗談であり実際の賭博を助長する意図はなかったと弁明した。
アトレティコ在籍時、チームメイトのディエゴ・コスタからは「ルーニー」というあだ名で呼ばれていた。これは、髪型が元イングランド代表ウェイン・ルーニーに似ていたことから由来しているという。コスタは2年間にわたりこの愛称を使い続け、親しみを込めて「ルーニー」と呼んでいたと、本人が明かしている。
スペイン在住時には現地文化やスペイン語の習得にも積極的に取り組み、イングランド人選手としては珍しい海外挑戦を高く評価された。
2024年には、イングランド代表からの引退を表明。「幼い頃、自分が国を代表するとは思っていなかった。家族とファンに深く感謝している」と語った。

## 個人成績

### クラブ
2023-24シーズン終了時点
| クラブ                       | シーズン     | リーグ             | リーグ戦 | リーグ戦 | カップ戦 | カップ戦 | リーグ杯 | リーグ杯 | 国際大会 | 国際大会 | その他 | その他 | 合計 | 合計 |
| クラブ                       | シーズン     | リーグ             | 出場     | 得点     | 出場     | 得点     | 出場     | 得点     | 出場     | 得点     | 出場   | 得点   | 出場 | 得点 |
| ---------------------------- | ------------ | ------------------ | -------- | -------- | -------- | -------- | -------- | -------- | -------- | -------- | ------ | ------ | ---- | ---- |
| マンチェスター・シティ       | 2009-10      | プレミアリーグ     | 0        | 0        | 0        | 0        | 0        | 0        | -        | -        | 0      | 0      | 0    | 0    |
| マンチェスター・シティ       | 通算         | 通算               | 0        | 0        | 0        | 0        | 0        | 0        | -        | -        | 0      | 0      | 0    | 0    |
| バーンズリー                 | 2009-10      | チャンピオンシップ | 3        | 0        | -        | -        | -        | -        | -        | -        | 0      | 0      | 3    | 0    |
| バーンズリー                 | 通算         | 通算               | 3        | 0        | -        | -        | -        | -        | -        | -        | 0      | 0      | 3    | 0    |
| マンチェスター・シティ       | 2010-11      | プレミアリーグ     | 0        | 0        | -        | -        | -        | -        | -        | -        | 0      | 0      | 0    | 0    |
| マンチェスター・シティ       | 通算         | 通算               | 0        | 0        | -        | -        | -        | -        | -        | -        | 0      | 0      | 0    | 0    |
| バーンズリー                 | 2010-11      | チャンピオンシップ | 39       | 2        | 1        | 0        | 1        | 0        | -        | -        | 0      | 0      | 41   | 2    |
| バーンズリー                 | 通算         | 通算               | 39       | 2        | 1        | 0        | 1        | 0        | -        | -        | 0      | 0      | 41   | 2    |
| バーンリー                   | 2011-12      | チャンピオンシップ | 46       | 3        | 0        | 0        | 4        | 1        | -        | -        | 0      | 0      | 50   | 4    |
| バーンリー                   | 2012-13      | チャンピオンシップ | 45       | 0        | 1        | 0        | 2        | 0        | -        | -        | 0      | 0      | 48   | 0    |
| バーンリー                   | 2013-14      | チャンピオンシップ | 41       | 2        | 1        | 0        | 4        | 1        | -        | -        | 0      | 0      | 46   | 3    |
| バーンリー                   | 2014-15      | プレミアリーグ     | 38       | 0        | 2        | 0        | 1        | 0        | -        | -        | 0      | 0      | 41   | 0    |
| バーンリー                   | 通算         | 通算               | 170      | 5        | 4        | 0        | 11       | 2        | -        | -        | 0      | 0      | 185  | 7    |
| トッテナム                   | 2015-16      | プレミアリーグ     | 6        | 1        | 2        | 0        | 1        | 0        | 10       | 0        | 0      | 0      | 19   | 1    |
| トッテナム                   | 2016-17      | プレミアリーグ     | 12       | 0        | 5        | 0        | 2        | 0        | 3        | 0        | 0      | 0      | 22   | 0    |
| トッテナム                   | 2017-18      | プレミアリーグ     | 24       | 0        | 6        | 0        | 2        | 0        | 3        | 0        | 0      | 0      | 35   | 0    |
| トッテナム                   | 2018-19      | プレミアリーグ     | 27       | 1        | 1        | 0        | 2        | 0        | 8        | 0        | 0      | 0      | 38   | 1    |
| トッテナム                   | 通算         | 通算               | 69       | 2        | 14       | 0        | 7        | 0        | 24       | 0        | 0      | 0      | 114  | 2    |
| アトレティコ・マドリード     | 2019-20      | プリメーラ         | 25       | 0        | 0        | 0        | -        | -        | 6        | 0        | 2      | 0      | 33   | 0    |
| アトレティコ・マドリード     | 2020-21      | プリメーラ         | 28       | 0        | 0        | 0        | -        | -        | 7        | 0        | 0      | 0      | 35   | 0    |
| アトレティコ・マドリード     | 2021-22      | プリメーラ         | 15       | 0        | 0        | 0        | -        | -        | 3        | 0        | 0      | 0      | 18   | 0    |
| アトレティコ・マドリード     | 通算         | 通算               | 68       | 0        | 0        | 0        | -        | -        | 16       | 0        | 2      | 0      | 86   | 0    |
| ニューカッスル・ユナイテッド | 2021-22      | プレミアリーグ     | 6        | 2        | 1        | 0        | -        | -        | -        | -        | -      | -      | 7    | 2    |
| ニューカッスル・ユナイテッド | 2022-23      | プレミアリーグ     | 38       | 1        | 1        | 0        | 7        | 0        | -        | -        | -      | -      | 46   | 1    |
| ニューカッスル・ユナイテッド | 2023-24      | プレミアリーグ     | 28       | 1        | 3        | 0        | 2        | 0        | 6        | 0        | -      | -      | 39   | 1    |
| ニューカッスル・ユナイテッド | 通算         | 通算               | 72       | 4        | 5        | 0        | 9        | 0        | 6        | 0        | -      | -      | 92   | 4    |
| キャリア通算                 | キャリア通算 | キャリア通算       | 421      | 13       | 24       | 0        | 27       | 2        | 46       | 0        | 2      | 0      | 521  | 15   |

### 代表
出場大会
- U-21イングランド代表

2009年 - UEFA U-21欧州選手権2009（準優勝）
- U-20イングランド代表

2009年 - 2009 FIFA U-20ワールドカップ（グループステージ敗退）
- イングランド代表

2018年 - 2018 FIFAワールドカップ（4位）
2021年 - UEFA EURO 2020（準優勝）
2022年 - 2022 FIFAワールドカップ（ベスト8）
試合数
2023年11月17日現在
- 国際Aマッチ 46試合 1得点（2017年- ）[27]

| イングランド代表 | 国際Aマッチ | 国際Aマッチ |
| 年               | 出場        | 得点        |
| ---------------- | ----------- | ----------- |
| 2017             | 3           | 0           |
| 2018             | 13          | 1           |
| 2019             | 3           | 0           |
| 2020             | 6           | 0           |
| 2021             | 10          | 0           |
| 2022             | 5           | 0           |
| 2023             | 6           | 0           |
| 2024             |             |             |
| 通算             | 46          | 1           |

得点
| # | 開催日        | 開催地                         | 対戦国     | スコア | 結果 | 大会                    |
| - | ------------- | ------------------------------ | ---------- | ------ | ---- | ----------------------- |
| 1 | 2018年7月11日 | モスクワ、ルジニキ・スタジアム | クロアチア | 1-0    | 1-2  | 2018 FIFAワールドカップ |

## タイトル

### クラブ
アトレティコ・マドリード
- プリメーラ・ディビシオン：1回（2020-21）

ニューカッスル・ユナイテッドFC
- EFLカップ：1回（2024-25）

### 個人
- バーンリー・プレーヤー・オブ・ザ・イヤー (2011-12)
- PFA年間ベストイレブン (2012-13, 2013-14)